# Ejército Negro
El Ejército Negro, cuyo nombre oficial fue Ejército Revolucionario Insurreccional de Ucrania (en ucraniano: Революційна Повстанська Армія України, romanización Revolyutsiyna Povstanska Ármiya Ukrayiny), fue un grupo armado de anarquistas con base mayormente ucraniana y uno de los cuatro principales ejércitos que participaron en la Guerra civil rusa y la Guerra de independencia de Ucrania, donde combatieron además bolcheviques integrando el Ejército Rojo; pro-occidentales, conservadores y mencheviques agrupados en el Ejército Blanco; y nacionalistas rusos que formaban el Ejército Verde.
No era un ejército grande, pero fue muy respetado debido a su ferocidad en el combate y la rapidez de sus movimientos. Pese a tratarse esencialmente de un cuerpo de infantería, recorría largas distancias a la misma velocidad que un cuerpo de caballería. Eso le permitía atacar desde varios flancos y retirarse en corto espacio de tiempo, o atacar por sorpresa en la retaguardia enemiga después de una aparente huida. Por otro lado, al tratarse de un ejército con un amplio apoyo social, no requería importantes gastos en infraestructuras ni existía necesidad de una organización centralizada.
La táctica más habitual del Ejército Negro era atacar con pocos combatientes, golpear con contundencia y desaparecer, o huir en mitad de la batalla para horas después atacar la retaguardia enemiga, lo que le permitía minar la moral del enemigo.
En combates a campo abierto era reconocido por la fiereza de sus hombres, en su mayoría campesinos que arriesgaban la vida en defensa de su tierra con más arrojo que cualquier otro grupo de combatientes, [cita requerida] pero esa faceta del combate era su punto más débil, ya que en un combate ante fuerzas organizadas se evidenciaban sus carencias.

## Contexto histórico

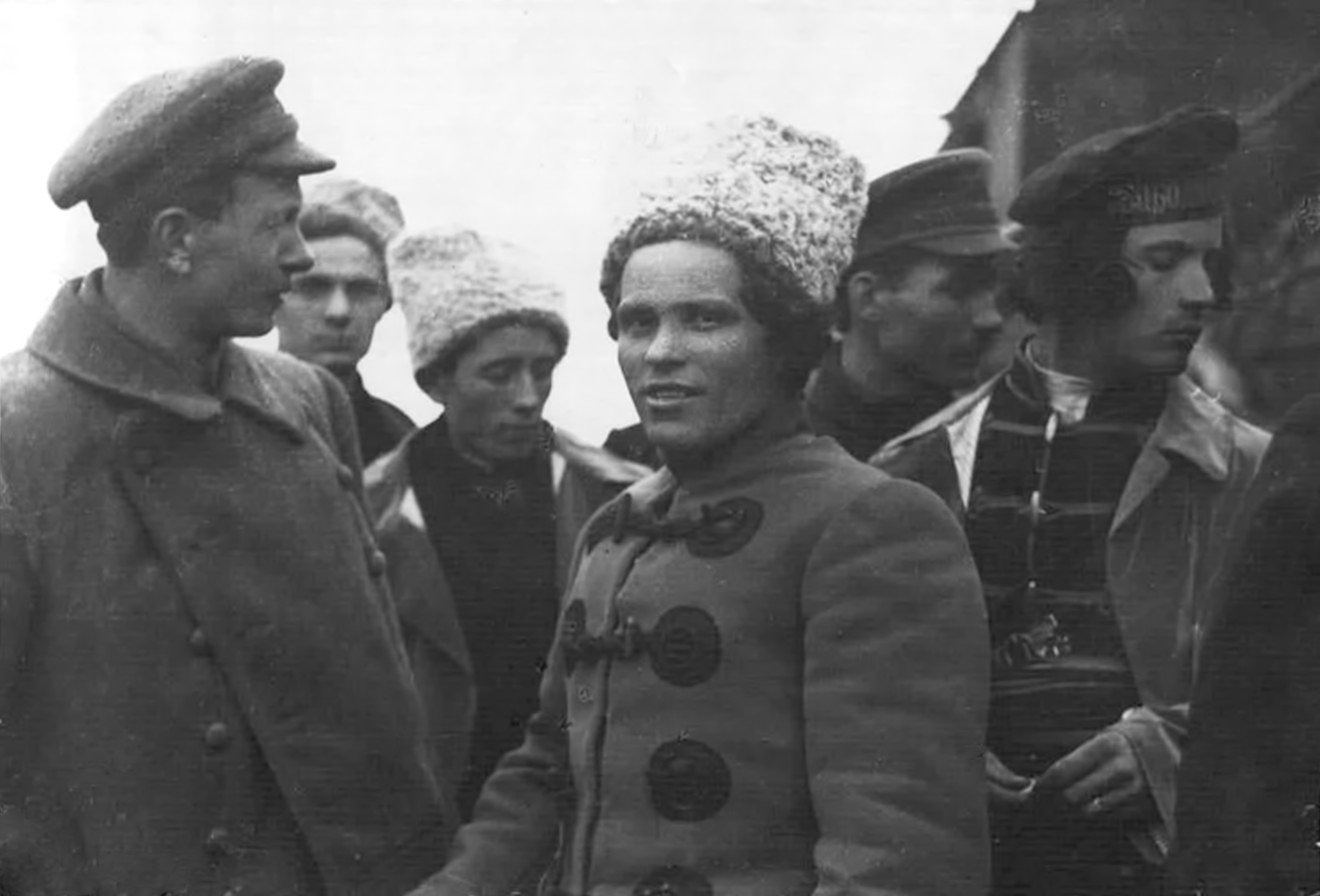
Simon Karétnik, Néstor Majnó y Fedir Schus.

Cuando triunfa la Revolución rusa en 1917, Ucrania es un país muy diferente del resto de las otras provincias del Imperio ruso. Se trataba de un territorio muy rico en recursos agrícolas, y en tiempos de guerra sus fronteras fueron el objeto del deseo de las potencias extranjeras: Alemania, Imperio austrohúngaro, Imperio otomano, Imperio ruso e incluso Francia y Gran Bretaña; que veían al territorio como una inagotable fuente de provisiones.
La mentalidad ucraniana era a su vez distinta a la de la mayoría de rusos, ya que el temor a agresiones externas y las continuas luchas fronterizas, desarrollaron una corriente de pensamiento más centrada en lo individual que en lo colectivo. El concepto de individualidad era latente en los belicosos campesinos, acostumbrados a defender sus campos de las tropas saqueadoras que incursionaban en operaciones relámpago a su territorio para aprovisionarse. Todo ello ocurría sin que el ejército zarista se dedicara a otra cosa que a defender las fronteras de la región.
La situación de indefensión desarrolló un marcado espíritu de independencia en la región, y la poca estabilidad a corto o medio plazo le quitaba sentido a la aparición de partidos políticos, que carecían de un marco territorial en el que implantarse. En estas condiciones, lo que se desarrolló fue un creciente sentimiento nacionalista, cuyo objetivo último era crear un estado independiente, es decir un marco territorial.
Pero en Ucrania existía una mayoría campesina acostumbrada a defenderse por su cuenta, a ser agredida por diferentes ejércitos en corto espacio de tiempo y a trabajar en conjunto con otros campesinos, hasta desarrollar pequeños grupos armados, especializados en defender los poblados de los intrusos. Para estos campesinos el Estado era una instancia ineludible, que periódicamente aparecía en los campos en forma de ejército para quedarse con una parte de la cosecha.
El nacionalismo era mayoritario en la zona norte, mientras que en el sur existía una mayoría anarquista, con fuerte influencia socialdemócrata (no bolchevique). A finales de la Primera Guerra Mundial, entre diciembre de 1917 y enero de 1918, las guerrillas campesinas expulsaron a los grandes propietarios de sus zonas de influencia, repartiendo y valorando las tierras y las industrias.
El 9 de febrero de 1918, fue firmado el Tratado de Brest-Litovsk de Ucrania entre los representantes de los Imperios Centrales y los de la Rada Central Ucraniana y que precedió en casi un mes el Tratado de Brest-Litovsk que firmaron aquellos con el Gobierno ruso de Lenin el 3 de marzo de 1918. Inmediatamente las tierras vuelven a sus antiguos dueños, cuyos privilegios se refuerzan con el fin de mantener la neutralidad de la región.
Los terratenientes a quienes se restituyó, se agruparon con el beneplácito de la Rada para cobrar venganza sobre los insurrectos que les confiscaron las tierras. El amparo legal de la Rada era normal, teniendo en cuenta que los insurrectos eran potenciales rebeldes y debían ser eliminados para evitar la reedición del caso ruso, si el Zar finalmente regresaba a Ucrania.
Además de la represión del Ejército Verde nacionalista, pagado por los terratenientes y al servicio de Kiev, los campesinos sufrieron los azotes continuos de las tropas de ocupación alemanas y austríacas. La presión de estos distintos ejércitos fue tan asfixiante sobre los campesinos del sur adheridos a la Revolución que, de iniciativa común, se plantea la posibilidad de unir a todos los anarquistas.
Durante junio, julio y agosto de 1918, la represión de la Rada ucraniana fue sangrienta y muchos anarquistas fueron ejecutados. En ese punto es fundamental que los campesinos se unieran entre sí pues de lo contrario los más destacados activistas serían aniquilados y el movimiento moriría.
La necesidad de una cierta unificación frente a la inclemente represión, es lo que lleva a los campesinos de Guliaipole a organizarse en torno a una idea política, que se desinteresa por completo y considera prescindibles aspectos como la desigualdad social y los prejuicios nacionales, religiosos o políticos.
En Guliaipole, en verano de 1918, por primera vez los campesinos anarquistas no se reúnen para plantear un conflicto militar contra un ejército agresor, sino para tomar partido activamente en la guerra que debía librarse contra el totalitarismo y los tiranos de la Rada.

## Motivaciones políticas y apoyo social
El inspirador intelectual y máximo líder del Ejército Negro fue Néstor Ivánovich Majnó, quien aglutinó los deseos de los campesinos, contrarios a la restauración pretendida por el Ejército Blanco.
Se organizó en verano de 1918 como azote de las posiciones del Ejército Verde y fuerzas del eje europeo. Integrado principalmente por campesinos, el Ejército Negro contaba a finales de ese año con más de 1.500 efectivos. Para su mala fortuna, Majnó siempre mantuvo la esperanza de que era posible mantener una alianza con los bolcheviques en contra del nacionalismo ruso del Ejército Verde y la monarquía que pretendía restaurar el Ejército Blanco. Aparte de que la monarquía era un sistema incompatible con el anarquismo que defendían los majnovistas, Majnó estaba convencido de que una victoria del Ejército Blanco traería de vuelta a los zares.
Jamás perdió el apoyo de los campesinos, y a raíz de la descomposición del Ejército Verde recibió a muchos nacionalistas que no se unieron al Movimiento Blanco.
En el Ejército Negro convivían dirigentes con formas distintas de entender la Guerra. Comandantes como Simon Karétnik, Alekséi Márchenko, Grigori Vasilevski, Borís Veretélnikov, Petró Gavrilenko y Fedir Schus (todos, salvo el último, nacidos también en Guliaipole) simpatizaron al principio con los bolcheviques, igual que Majnó, que incluso se entrevistó con Lenin.
Otros jefes militares e ideólogos respetados por Majnó como Moiséi Kalinichenko, Vasyl Kurylenko, Víctor Belash y los hermanos Lepétchenko (Iván y Aleksandr) eran anarquistas que se manifestaban igualmente alejados ideológicamente de cualquier otro bando y no eran partidarios de ninguna alianza.
Majnó toleraba la libertad de sus compañeros para aliarse con los bolcheviques o combatirlos, pero jamás aceptaría cualquier tipo de simpatía hacia el Movimiento Blanco.

## Organización interna y recursos militares
La organización interna del Ejército Negro se basaba en tres principios esenciales: 1º) El voluntariado; 2º) La elegibilidad de todos los puestos de comando; y 3º) La disciplina libremente consentida.

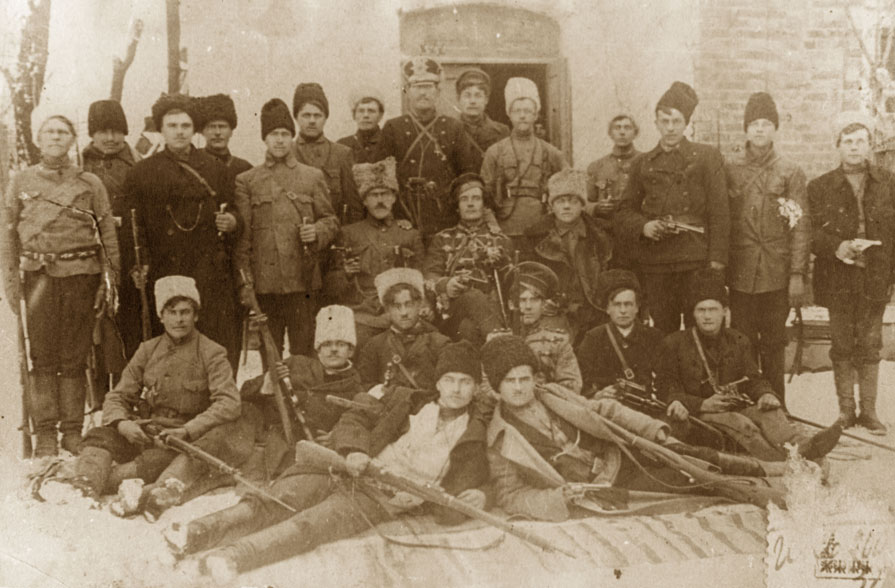
Grupo de Combate de Dibrivka del Ejército Negro comandado por Fedir Schus (sentado en el centro).

- El voluntariado: Todos los combatientes eran voluntarios, no se obligaba a nadie a integrarse al ejército.
- La elegibilidad: Los comandantes de las unidades, los miembros del Estado Mayor y del Consejo de Insurgentes, y en general cuantos ocuparan puestos importantes, debían ser elegidos o bien aceptados por los insurgentes de la unidad respectiva y por el conjunto del ejército.
- La disciplina libremente consentida: Todas las reglas de disciplina eran elaboradas por comisiones de insurgentes y posteriormente validadas en asambleas militares. Una vez establecidas, debían ser rigurosamente observadas bajo la responsabilidad personal de cada insurgente y de cada comandante.

A nivel militar, se componía de unidades de alto poder combativo. El Ejército Negro disponía de Divisiones de Infantería, Caballería y Artillería. Cada División se componía de 3 Brigadas, de 3 Regimientos cada una. Cada Regimiento se componía de tres Batallones.

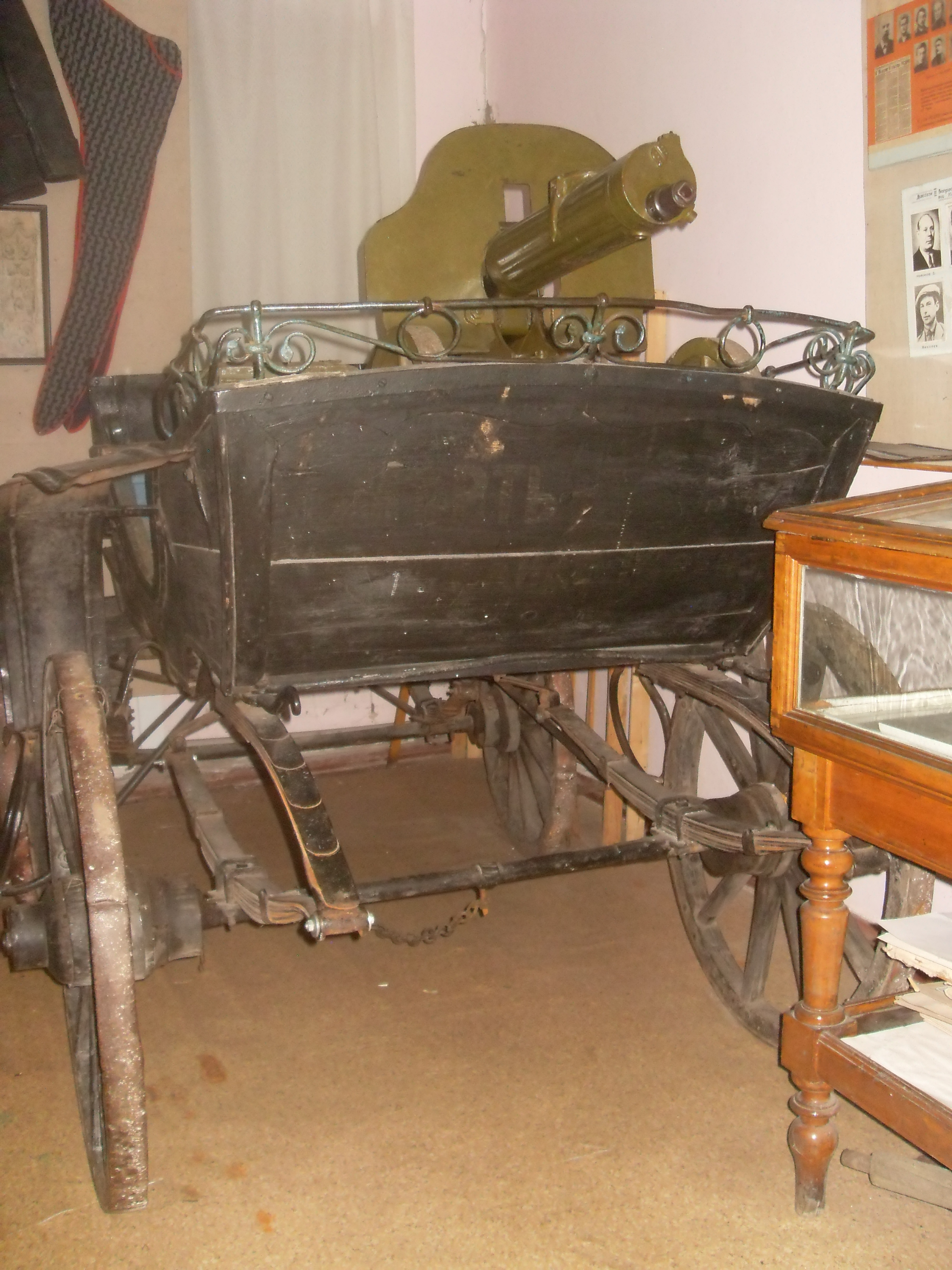
La tachanka de Néstor Majnó en el museo de Pokrovske (óblast de Dnipropetrovsk).

La infantería y la caballería se desplazaban a la misma velocidad, ya que las unidades de Infantería recorrían largas distancias en unos carruajes ligeros (tachankas) elaborados en el Sur de Ucrania. De este modo la Infantería podía avanzar unos 75 kilómetros al día, y en caso de necesidad podían ser más de cien.
La caballería era considerada como una de las mejores del mundo, tenía su propio cuerpo de élite (la "Sotnia Negra", véase sotnia) formado por 100-150 jinetes.
Se estima que en 1919 más de 25.000 ucranianos combatían en el Ejército Negro, cuyo aparato militar disponía de 48 cañones de campaña (móviles), 4 trenes blindados, 4 carros blindados y más de un millar de ametralladoras.
La capacidad de movilización del Ejército Negro era muy alta, y por otra parte era normal que grupos de campesinos se unieran entre sí y provocaran escaramuzas defendiendo la bandera negra. También se acostumbraba a rotar a las tropas, debido a que la mayoría de campesinos ucranianos tenían experiencia en combate, al haber participado en la I Guerra Mundial.
La rotación de tropas consistía en devolver a los combatientes cansados a los poblados para cuidar de las familias y trabajar los campos, por un periodo de dos a tres semanas.
Algunas fuentes citan que más de 100.000 personas combatieron en el Ejército Negro durante la Guerra Civil, ya que debe ser tenido en cuenta que los campesinos, aunque muchos no fueran combatientes regulares, eran el entramado logístico del Ejército.

## Relación con los bolcheviques
Mediante el Tratado de Brest-Litovsk de Ucrania del 9 de febrero de 1918 y el Tratado de Brest-Litovsk del 3 de marzo de 1918, los bolcheviques cedieron la República Popular Ucraniana al Imperio austrohúngaro. Las fuertes corrientes anarquistas y revolucionarias del pueblo ucraniano que meses atrás se aliaron con los bolcheviques y lucharon a su lado, fueron aplastadas por el poderoso ejército austriaco.
El 28 de septiembre de 1918, los majnovistas del Ejército Negro, la mayoría campesina, aprovechan la descomposición de Imperio austrohúngaro para volver a hacerse con el control del sureste de Ucrania. Durante ese tiempo mantienen continuos enfrentamientos con tropas nacionalistas del Ejército Verde, aunque apenas una semana después las tropas austriacas acuden en auxilio de los nacionalistas Verdes y recuperan la soberanía sobre el territorio. Un mes y medio después de la capitulación austrohúngara ante los aliados occidentales, el Ejército Negro vuelve a hacerse con el control de parte del país, durante la Navidad de 1918, pero el 29 de diciembre Majnó vuelve a ser derrotado por las tropas del Ejército Verde.
El Ejército Negro era una fuerza independiente, aunque puede entenderse que complementaria del Ejército Rojo en tanto que ambos compartían un enemigo común. Uno de los ejemplos más claros de su cooperación se vivió en febrero de 1919, cuando los bolcheviques cedieron varios regimientos al Ejército Negro para su lucha contra el Movimiento Blanco. La idea fue propuesta por el Estado Mayor de Moscú, y aceptada con alborozo por los majnovistas.
En esas fechas, con motivo de la incautación de varios vagones de trigo a las tropas de Denikin, el Consejo de Insurgentes determinó enviar el alimento a los miembros del Ejército Rojo que combatían en Rusia.
Pese a que la historia oficial soviética siempre recalcó que ambos ejércitos eran uno solo, la realidad es que eso es falso. Los bolcheviques se sabían cada vez más débiles, combatiendo en el Este y en el Oeste contra el Ejército Blanco y sus aliados, y carecían de infraestructuras y recursos para equipar, trasladar y alimentar efectivos con los que defender el sur del país.
La posibilidad de que el Ejército Negro y el Ejército Verde pelearan contra los ejércitos blancos en Ucrania era la deseada por los bolcheviques, por lo que los sóviets siempre se mostraron generosos a la hora de ofrecer hombres a cualquiera de esos dos bandos.
Los bolcheviques respetaban la bandera negra y el territorio conquistado por el Ejército Negro. A cambio, el Consejo de Insurgentes permitió instalar un sóviet provisional en su territorio: El Sóviet Militar Revolucionario de los Obreros y Campesinos Insurgentes.
Lo que en un principio fue un sóviet de carácter ejecutivo de carácter anarco-comunista, no tardó en provocar conflictos entre campesinos y obreros, ya que los campesinos majnovistas no reconocían ninguna autoridad superior a ellos, salvo la que ellos se quisieran imponer. Por otro lado, el Sóviet Militar Revolucionario de los Obreros y Campesinos Insurgentes tenía la obligación de aplicar leyes ordenadas desde Moscú.
El Ejército Negro, si no fomentaba, al menos no impedía la violencia campesina sobre los comunistas y sus aparatos políticos. A juicio de los bolcheviques, Majnó se comportaba con excesiva autonomía, pues desarrollaba actividades que pronto chocaron con los comisarios políticos enviados por el Ejército Rojo desde Moscú. El aspecto esencial, es que Majnó no ordenaba coaccionar la libertad de actuación de los campesinos y acudía en su defensa cuando eran agredidos.
Eso provocó numerosas escaramuzas entre prosoviéticos y anarquistas, lo cual implicó un conflicto político.
Existió cierta afinidad entre ciertas facciones del Ejército Verde y el Ejército Negro porqué ambos querían eliminar a los extranjeros (soviéticos y europeos) del territorio ucraniano, si bien era imposible un acuerdo al representar el Directorio Político ucraniano (brazo político del Ejército Verde) ideas mencheviques, incompatibles con el anarquismo de Majnó.
Existieron acercamientos con las facciones más nacionalistas del Ejército Verde, cuya principal referencia era el capitán Nikífor Grigóriev, pero no con los dirigentes del Directorio Político.
En cualquier caso no se produjo un enfrentamiento entre los ejércitos rojo y negro porque las malas relaciones entre los anarquistas y los comunistas coincidieron con la gran ofensiva del Movimiento Blanco en verano de 1919, apoyado por los que fueron aliados de Rusia durante la Primera Guerra Mundial y los sectores burgueses, mencheviques y prooccidentales del Ejército Verde.

## Primera ofensiva de Denikin y alianza con elatamánGrigóriev
Debido a su posición de indefensión respecto a los poderosos ejércitos blanco y rojo, Majnó sabía que tarde o temprano su sociedad anarquista sería engullida por uno de los dos enemigos, si bien la profunda admiración que sentía por Lenin lo mantenía convencido de poder llegar a un acuerdo con él.
La primera ofensiva de Denikin fue encabezada por el general zarista Chkuvo a finales de 1918, cuando penetró por la frontera sur de Ucrania, de mayor influencia majnovista y entabló varias batallas con efectivos del Ejército Negro, manteniendo posiciones en la zona.
Un mes después, en enero de 1919, desembarcan en Odesa tropas griegas, británicas y francesas (además de polacos y rusos), ordenando el Estado Mayor del Movimiento Blanco una retirada gradual de las tropas nacionalistas ucranianas del Ejército Verde. La orden del Estado Mayor Blanco es aceptada por los nacionalistas (antiguos aliados de austríacos y alemanes) y esa subordinación de los nacionalistas del Ejército Verde a los intereses de la entente que venció en la Primera Guerra Mundial, provoca la insubordinación del nacionalista Nikífor Grigóriev, también conocido como atamán Grigóriev (distinción ucraniana equivalente a un título nobiliario, que se le otorgaba a quien hubiera dirigido un regimiento de cosacos en tiempo de guerra).
El Directorio Central del Ejército Verde aceptó el ultimátum de la Entente extranjera bajo mando del Estado Mayor Blanco, pero Grigóriev declaró a sus tropas en rebeldía.
En febrero de 1919, Grigóriev ataca al Ejército Verde, bajo el estandarte de la bandera roja pese a no tratarse él de un bolchevique. Se entiende que el uso de esta bandera fue debido a la voluntad común de los bolcheviques y de las tropas de Grigóriev de echar al mar a las tropas francesas que integraban parte de la expedición denikinista.
El 6 de abril de 1919, el ejército de Grigóriev expulsó a los extranjeros al mar en Odesa, tomando la ciudad. A partir de ese momento la actividad de las chekas bolcheviques fue en aumento en las principales ciudades ucranianas, así como los saqueos de los campos ucranianos ordenados para el mantenimiento de las unidades de combate del Ejército Rojo. Los saqueos bolcheviques trajeron consigo inmisericordes matanzas y fusilamientos de familias enteras de campesinos y obreros anarquistas y nacionalistas.
Existen datos que inducen a pensar que, a pesar de su victoria sobre los ejércitos de ocupación bajo bandera roja, las órdenes de Moscú eran claras respecto al atamán Grigóriev: debía ser eliminado de forma inteligente porque pese a ser un héroe que luchó bajo la bandera comunista, sus ideas eran incompatibles con las bolcheviques.
Habían existido contactos y acercamientos entre Grigóriev y el Ejército Negro de Majnó, pero tanto la nula conciencia nacional como el arraigado anarquismo del segundo, imposibilitaban cualquier tipo de acuerdo con un nacionalista ucraniano como e Grigóriev. Por otra parte estaba el historial de la participación en pogromos antisemitas de Grigóriev, lo cual equivalía a ser un asesino a ojos de los libertarios.
Pero durante la primavera de 1919 los sóviets locales practicaban políticas incómodas para la población campesina, y fueron produciéndose altercados hasta que el 25 de mayo de 1919 los bolcheviques declararon a Néstor Majnó fuera de la ley.
Esta situación fue la que, tal vez, acabó provocando el acuerdo entre dos personalidades tan diferentes como las de Grigóriev y el ejército anarquista, que se firmó el 25 de junio de 1919. Se dice que el acuerdo fue casual, al encontrarse personalmente Majnó y Grigóriev cerca de Ekaterinoslav.
Es poco probable que sucediera tal cosa de forma fortuita, más bien la vieja política del enemigo común (primero el Ejército Verde y después los bolcheviques, acabó convirtiendo en aliados al atamán Grigóriev y al campesino Majnó.
El atamán fue nombrado Comandante en Jefe (máxima autoridad militar) y Néstor Majnó fue nombrado Presidente del Consejo de Insurgentes (máxima autoridad civil).
Cuando Grigóriev se batía en retirada tras la ofensiva demoledora del Ejército Blanco de Denikin en el verano de 1919, fue llamado por Majnó a un Congreso que estaban celebrando los anarquistas.
Según la historia oficial soviética, Majnó ordenó el asesinato después de que los bolcheviques le hicieran llegar una carta escrita por el atamán Grigóriev a Symon Petlyura, nacionalista ucraniano del Ejército Verde, que colaboró con la Entente europea que pretendía conquistar Ucrania.
Las fuentes majnovistas, no obstante, atribuyen el asesinato a un discurso reaccionario del atamán en un congreso anarquista. Al parecer dicho discurso fue espléndidamente desarmado por Majnó y Grigóriev, al sentirse avergonzado empuñó un arma y llamó a la lucha a su guardia personal, provocando un tiroteo que se resolvió en pocos minutos.
Ambas versiones coinciden en lo esencial, que Grigóriev perdió la vida en ese congreso.
Al contrario que Majnó, Grigóriev (que sí luchó bajo la bandera roja, algo que Majnó nunca hizo) pensaba que era más fácil un entendimiento con las fuerzas del Ejército Blanco que con los bolcheviques a pesar de las ideas contrarias de Majnó, a cuyas espaldas se carteó con los nacionalistas pro-blancos. En la carta que le costó la vida le escribió a Petlyura: "Nosotros nos hemos separado de Ud. porque Ud. impuso en Ucrania una política pequeño-burguesa, tanto interna como externa, que permitió que la Entente pudiese explotar nuestro pueblo y sus riquezas. Pero nosotros también nos hemos separado de los comunistas y los estamos combatiendo, porque el 90% de la población de Ucrania está en contra de las comunas... Uds. en estos momentos los están atacando por el frente...nosotros los estamos atacando por su retaguardia. Sería bueno saber si pelearemos entre nosotros cuando los comunistas finalmente huyan, o no…"
Los bolcheviques, horrorizados por la posibilidad de tener como enemigos a los Ejércitos Blanco, Verde y Negro, decidieron que la única forma de no ser aniquilados en una zona tan difícil de dominar como Ucrania, era romper la sociedad que formaban Grigóriev y Majnó, que unía a varios millones de personas.
Al leer la carta, según la historia oficial, Majnó se consideró traicionado y dio la orden de dar muerte al atamán Grigóriev el 27 de julio de 1919, en plena expansión del Movimiento Blanco de Denikin, en la aldea de Sentovo.

## Momento álgido del Ejército Negro

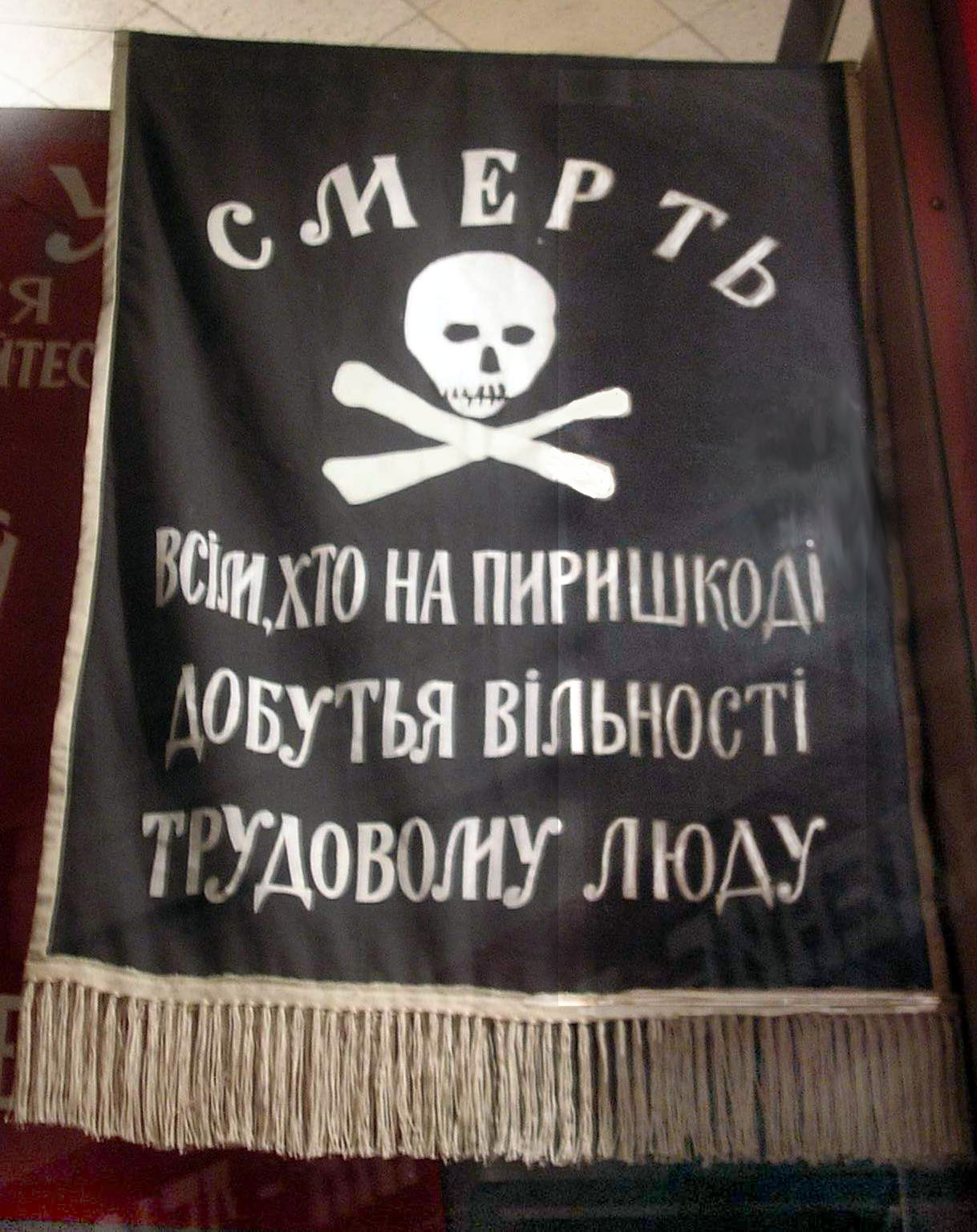
La bandera anarquista en el Museo de Guliaipole.

En febrero de 1919, el Ejército Negro conquista una parte significativa de Ucrania, en una avanzada donde se sirvió de varios regimientos de bolcheviques. Uno de los generales que protagonizó acciones muy destacadas fue Simon Karétnik, natural de la misma localidad que Majnó.
La forma en que el Ejército Negro ejerce su soberanía en Ucrania es vista con escepticismo desde Moscú y disgusta a los bolcheviques, cuyas chekas carecen del beneplácito para politizar la sociedad. Trotski plantea por vez primera la posibilidad de eliminar al Ejército Negro, formado por anarquistas sin la menor voluntad de someterse al proyecto leninista. Los enfrentamientos entre bolcheviques y anarquistas son cada vez mayores, y al parecer Lenin entiende que el principal culpable es el capitán Grigóriev que, al contrario que Majnó, nunca ha confiado en los bolcheviques.
La relación entre los ejércitos rojo y negro se vuelve tan tensa que es previsible un conflicto armado entre ambos. Ocurren matanzas de campesinos llevadas a cabo por guerrillas bolcheviques apoyadas por efectivos del Ejército Rojo, y se persigue a los dirigentes anarquistas, incluido Néstor Majnó.
En ese momento de conflicto en ciernes, el Jefe del Estado mayor del Ejército Blanco, el general Antón Denikin, ordenó una ofensiva para tomar Guliaipole con un ataque sorpresa, el 6 de junio de 1919.
En ese ataque murió Borís Veretélnikov, que fuera Jefe del Estado Mayor del Ejército Negro, con todo su destacamento, y Guliaipole cayó en manos del Movimiento Blanco.
Mijalev-Pavlenko (anarquista ruso) fue apresado por los bolcheviques el 13 de junio de 1919 mientras se dirigía a combatir a las tropas de Denikin en un tren blindado, y ejecutado a los pocos días en Járkov.
A partir de julio de 1919, Majnó llega a la conclusión de que el Ejército Rojo tiene la intención de abandonar Ucrania, debido al empuje del fortalecido Ejército Blanco reforzado por nacionalistas del Ejército Verde, ingleses, franceses y polacos; y el exceso de frentes abiertos que mantienen los bolcheviques.
El Ejército Negro moviliza por entonces a más de 15.000 hombres, muchos de ellos procedentes del Ejército Verde, y a mediados de 1919 parece ser la única fuerza armada en disposición de combatir el avance del Ejército Blanco en Ucrania.
A finales de septiembre de 1919 el Ejército Blanco, en mayoría numérica, persiguió a los majnovistas hasta obligarlos a combatir a campo abierto. Combatieron durante dos días, al cabo de los cuales el Ejército Blanco huyó después de perder dos regimientos. Las tropas del Ejército Negro atacaban con una movilidad asombrosa, destruyendo tres regimientos blancos en tres días, durante los cuales completaron un avance de más de 350 kilómetros, gracias a su infantería mecanizada.
La expansión majnovista quebró la moral enemiga. El Ejército Negro conquistó puestos clave para el aprovisionamiento de las tropas británicas que avanzaban hacia Moscú. La interrupción de la ruta de aprovisionamiento debilitó sobremanera al Ejército Blanco y a sus aliados.
La lucha contra las tropas de Denikin fue muy costosa, y durante la ofensiva blanca de 1919 perecieron activistas y guerrilleros anarquistas de gran relevancia, como Borís Veretélnikov (junio), Isidoro Luty (septiembre), Gregorio Majnó (hermano de Néstor Majnó, septiembre) o Makéiev (noviembre).
A finales de 1919, el Ejército Negro obtiene una gran victoria sobre el general Denikin del Ejército Blanco, haciéndose con 600 camiones, munición para varios meses y un aeroplano. Esta victoria supone un acicate para la moral anarquista, que en octubre de 1919 se había vuelto a adueñar nuevamente de Ucrania.
A partir de entonces, el Ejército Negro mantuvo el control de Ucrania durante varios meses, mientras el Ejército Rojo devastaba los retazos del Ejército Blanco que quedaban en tierras rusas sin forma de aprovisionarse.
Las relaciones del Ejército Negro con los bolcheviques seguían sin ser buenas, pero el Ejército Negro no tenía nada que ganar atacando a los bolcheviques, y los bolcheviques sabían que enfrentarse con el Ejército Negro les costaría muchas vidas, unas vidas que al fin y al cabo eran necesarias para combatir al Ejército Blanco.
Los enfrentamientos entre anarquistas y sindicatos y obreros eran cada vez mayores. Las consecuencias de la política económica de Néstor Majnó fueron una fuerte inflación, lo que permitió a los sindicatos argumentar que esa inflación se correspondía con los deseos del Ejército Negro de favorecer a los campesinos que explotaban recursos naturales, a costa de perjudicar a los obreros de las ciudades.
Nada de lo expuesto por los bolcheviques era cierto, y la crisis fue debida a que tropas austríacas y alemanas habían acudido en ayuda de las posiciones nacionalistas durante 1917-1918; cobrando en forma de producción agrícola. Este cobro, debido a la debilidad económica de Alemania y Austria, pronto se convirtió en saqueos, y estos aumentaron al encontrarse Ucrania infestada de tropas mercenarias al servicio del Ejército Blanco. Esta opresión provocó discrepancias entre los nacionalistas ucranianos, de las cuales la más importante fue la del capitán Matviy Grigóriev, que abandonó el Ejército Verde.
La relación entre los Ejércitos Rojo y Negro no había empeorado pese a la serie de asesinatos, por la sencilla razón de que a los bolcheviques no les interesaba que así fuera y el Ejército Negro no tenía otra opción. En primer lugar, el Ejército Negro era correoso y atemorizaba a los enemigos con sus rápidos y devastadores ataques, y en segundo lugar porque los bolcheviques consideraban a Majnó más afín a sus ideales que a Grigóriev, y era inútil deshacerse de Majnó y dejar con vida a Grigóriev.
Además los bolcheviques destinaban todos sus recursos a su lucha contra el Movimiento Blanco y sus aliados británicos y franceses. Majnó cedió a la publicación de un periódico bolchevique en su territorio, pero el Consejo de Insurgentes del que formaba parte impidió cualquier manifestación política de los comunistas porque tendería a «establecerse sobre las masas una autoridad que atentaría contra su libertad plena».

## En guerra contra dos ejércitos más poderosos
La ofensiva del general Denikin sobre el Sur de Rusia retiró suficientes efectivos militares de Ucrania, lo que fue aprovechado por el Ejército Negro para anular las vías de abastecimiento de los blancos.
Sin embargo, el general Denikin se demoraba en su ataque final sobre Moscú, debido en parte a las tropas que aún mantiene en el sur de Ucrania luchando contra el Ejército Negro y con las que contaba para la ofensiva final. En ese momento incierto para el Estado Mayor ruso, varios regimientos del Ejército Negro atacan sorpresivamente al grueso del ejército del general Denikin y en la batalla de Uman lo aniquilan casi completamente, ocupando, también por sorpresa, las principales ciudades del país.
Con los bolcheviques al norte y los majnovistas al sur, Denikin se retira a Crimea. En ese momento los bolcheviques vuelven a entrar en Ucrania y en poco tiempo el poder soviético impregna a toda la sociedad.
Para evitar conflictos mayores la cheka no se moviliza contra los campesinos, pero muchos desaparecen. Los campesinos y el resto de anarquistas se rebelan continuamente contra las decisiones que el sóviet toma por ellos. Los enfrentamientos entre bandas anarquistas y obreros bolcheviques son constantes en las grandes ciudades, mientras que en las aldeas la implicación con la causa anarquista es total.
En la primavera de 1920 el Consejo de Insurgentes, cerebro del Ejército Negro, recibe órdenes de Moscú para trasladar sus regimientos a la frontera polaca en auxilio del Ejército Rojo que está siendo golpeado con severidad en el frente occidental. El Consejo de Insurgentes liderado por Majnó se niega.
Estalla entonces una guerra cruenta entre ambos ejércitos, que dura varios meses.
En la misma primavera de 1920, los bolcheviques incursionan en Guliaipole, arrestando y fusilando a Aleksandr Lepétchenko y a Sava Majnó, hermano mayor de Néstor Majnó.
Durante esa misma primavera de 1920, el Barón de Wrangel recompone el Ejército Blanco reagrupando las derrotadas tropas de Denikin, que dimitió como Jefe del Estado Mayor. Estos movimientos son aprovechados por los servicios de propaganda soviética, que acusan nuevamente al Ejército Negro de planear una alianza con el Movimiento Blanco.
Por su parte, el Consejo de Insurgentes decide que el principal peligro es el Ejército Blanco, entendiendo que es más fácil un entendimiento con los bolcheviques. La petición de paz es enviada a Moscú pero el Ejército Rojo no contesta.
Durante estos meses, se produce una epidemia de tifus entre las tropas del Ejército Negro, y muere algo menos de la mitad de los combatientes.
Los actos de guerra continúan, de manera que el Ejército Negro es debilitado aún más por los Ejércitos Blanco y Rojo, hasta el punto de que en ocasiones el Ejército Negro es atacado por el Rojo mientras se bate en retirada ante una ofensiva Blanca. Los heridos y enfermos, suelen ser llevados a poblados anarquistas que son frecuentemente asaltados.
Durante el verano de 1920, el Barón de Wrangel recupera numerosas ciudades ucranianas y expulsa al Ejército Rojo de la región.

## Tratado de Paz con el Ejército Rojo

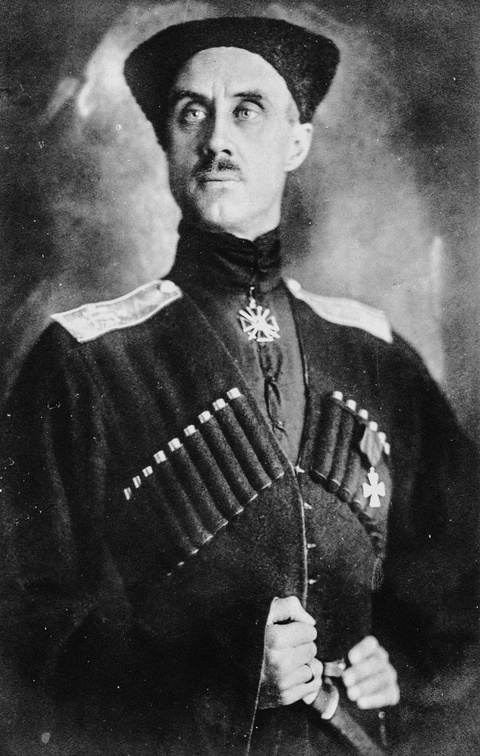
Imagen del Barón de Wrangel.

La preocupación aumenta en Moscú ante la campaña victoriosa del Barón de Wrangel a costa de los territorios majnovistas en Ucrania, en alianza con los nacionalistas. Esta avanzada pone en peligro la frontera sur de Rusia. Los bolcheviques consideraban Ucrania un bien menor que ya sacrificaron en el armisticio de la Primera Guerra Mundial, pero si conquistaban Ucrania, las tropas de Wrangel atacarían Rusia.
Las tropas de Wrangel desplegaron ataques contundentes que conquistaron territorio rojo y mermaron las tropas bolcheviques, que debieron retirarse de varias ciudades como Járkov. Entonces accedieron a mantener conversaciones de paz con los anarquistas.
El acuerdo final fue muy favorable a los bolcheviques, obteniendo los anarquistas como recompensa la retractación de los bolcheviques, que negaron que los insurgentes pretendieran aliarse con el Ejército Blanco.
Ambos bandos liberaron prisioneros. Se habló de conceder varios departamentos ucranianos a los anarquistas, para que pudieran desarrollar en ellos sus “ensayos sociales”.
Producto del Tratado de Paz, en otoño de 1920 ambos ejércitos se comprometieron a actuar conjuntamente, posponiendo el acuerdo final ante la inminencia de responder a las agresiones del Ejército Blanco del Barón de Wrangel, que fue el mayor responsable de este armisticio.

## Enfrentamiento entre Bolcheviques y el Ejército Negro

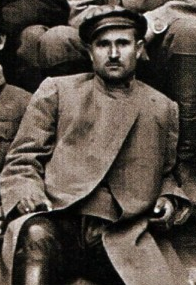
Simon Karétnik, comandante del Ejército de Crimea del Ejército Insurgente Revolucionario de Ucrania, sentado para una foto con otros miembros del estado mayor insurgente en octubre de 1920.

A mediados de octubre de 1920, el Ejército Negro al mando de Majnó combate al Ejército Blanco liderado por el Barón de Wrangel y comandado por el general Drozdov, derrotándolo y capturando más de 4.000 prisioneros. El Ejército Blanco se retiró a la península de Crimea, cuya puerta de acceso era la ciudad de Perekop.
Actuando conjuntamente pero bajo banderas distintas, los ejércitos rojo y negro se repartieron la tarea: mientras el Ejército Rojo sitiaba la ciudad, el Ejército Negro se encargaría de tomar las posiciones del estrecho de Sivash (generales Alekséi Márchenko y Tomás Kojin) y la de Simferópol (general Simon Karétnik), lo que sólo era posible cediendo muchas vidas.
El 13 y el 14 de noviembre de 1920, el Ejército Negro tomó ambas posiciones y aisló al Ejército Blanco de Wrangel en Perekop, provocando su huida.
El Ejército Rojo tomó la ciudad sin sufrir bajas, y envió 150.000 efectivos desde Rusia. En esos momentos, el Ejército Negro no contaba ni con 5.000 hombres organizados, y acababa de derrotar al Ejército Blanco (muy superior en número) después de una guerra de nueve meses.
Después de derrotar al Ejército Blanco en Simferopol, Simon Karétnik es llamado por el Ejército Rojo en la noche del 25 de noviembre, para asistir a un Consejo Militar mediante el cual adecuar las condiciones futuras en favor de la convivencia de los ejércitos rojo y negro, y las sociedades anarquistas y comunistas, una vez expulsados los blancos. En el trayecto es apresado por los bolcheviques.
El 25 de noviembre, el Ejército Rojo impone un Estado Mayor único para ambos ejércitos, algo que el Ejército Negro no acepta.
Simon Karétnik es fusilado en Melitópol, igual que Petró Gavrilenko, el día 26 de noviembre.
El 26 de noviembre de 1920, se produce un ataque del descansado Ejército Rojo a todas las posiciones del Ejército Negro en Crimea. La proporción es de 30 bolcheviques por cada anarquista. La victoria de los bolcheviques es inevitable. El potente ejército de Márchenko, quedó reducido de 1.500 a 250 hombres.
Cuando el Ejército Rojo ataca Guliaipole, allí se encuentra Majnó junto a unos 250 efectivos de caballería. En una relación numérica muy desfavorable, la caballería del Ejército Negro se enfrentó a las fuerzas de caballería bolcheviques y rompió el cerco enemigo. Guliaipolé cayó en manos enemigas, pero Majnó consiguió huir.
El 7 de diciembre, las tropas de Alekséi Márchenko y Néstor Majnó se encuentran en Kermenchyk, la desolación de Majnó es absoluta al ver que su caballería ha sido virtualmente aniquilada. Márchenko, al bajar del caballo para saludar a Majnó, dijo: "Sí, hermanos. Ahora sabemos bien lo que son los comunistas". Los restos del Ejército Negro quedan aislados. Sólo quedaban 2.000 hombres para combatir con los 150.000 efectivos del Ejército Rojo.
Los restos del Ejército Negro (también conocido como Ejército Insurreccional o Insurgente, como majnovistas) se reúnen de nuevo a las órdenes de Majnó, que completa una unidad de 1.000 soldados de caballería y 1.500 de infantería. A partir de la primera semana de diciembre son atacadas las posiciones más importantes del Ejército Rojo en la zona de Guliaipolé. En ese ataque muere Aleksandr Kaláchnikov, uno de los miembros más destacados del Consejo de Insurgentes.
El día 6 de diciembre, el Ejército Negro ha recuperado parte de sus territorios, entre ellos Guliaipole, y Lenin ordena el envío de refuerzos desde Moscú.
A mediados de diciembre de 1920, el Ejército Rojo reconquistó las posiciones que la semana anterior le arrebató el Ejército Negro, cuyos seguidores y supuestos simpatizantes fueron masacrados. Parece correcto considerar esta fecha como el fin del Ejército Negro, ya que a partir de entonces (ante la desigualdad numérica) los anarquistas se organizaron en forma de guerrilla, formando comandos de menos de 100 hombres.
Las fuerzas comandadas por Majnó se vieron obligadas a combatir durante más de 15 horas seguidas, y cualquier daño que consiguieran causarle al Ejército Rojo era insignificante ya que los bolcheviques sólo combatían en esa guerra, una vez eliminado el Ejército Blanco. Se estima que existían enfrentamientos cada día, y que en cada enfrentamiento las fuerzas rojas superaban en 4 o 5 veces los efectivos anarquistas.
El desastre era una cuestión de tiempo. Se conocen victorias muy meritorias de Majnó, que llegó a hacer más de 20.000 prisioneros. Se sabe que más de 3.000 de estos prisioneros se unieron al Ejército Negro, así como que (debido a la imposibilidad de alimentarlos y debido a la lentitud que supondrían para las tropas) los prisioneros que no querían unírseles eran liberados después de haber sido desarmados.
A partir de entonces, las tropas que custodiaban a Majnó se dirigieron al Oeste. Tras ocho meses de guerrilla y persecución ininterrumpida, en agosto de 1921 alcanzaron la frontera rumana. Majnó cruzó la frontera con un tobillo roto y varias heridas de proyectil, la más importante en el cuello.
Grigori Vasilevski, amigo personal de Majnó en quien éste solía delegar el mando del Ejército, murió en un enfrentamiento con tropas del Ejército Rojo cerca de Kiev, en diciembre de 1920.
Alekséi Márchenko, general jefe de la caballería del Ejército Negro desde 1918, fue muerto en febrero de 1921 por el Ejército Rojo en una emboscada. En la primavera de 1921, Pedro Rybin fue arrestado por la cheka y fusilado días después en Járkov. Tomás Kojin, comandante general del Cuerpo de Ametralladoras, es gravemente herido en combate en mayo de 1921, y desaparece. Vasyl Kurylenko, héroe de la guerra contra Denikin, muere en un enfrentamiento con el Ejército Rojo en junio de 1921. También en junio de 1921 muere Fedir Schus, anarquista de origen ruso y amigo personal de Majnó, en un combate contra fuerzas del Ejército Rojo.
El fin del Ejército Negro no fue el fin de los majnovistas. La guerrilla majnovista siguió combatiendo hasta 1924.
En el libro del sociólogo argentino Christian Ferrer, se expone qué componentes en el exilio de lo que fue ejército majnovista actuaron como brigadistas internacionales durante la Guerra Civil Española; estos ucranianos formaban parte de una compañía comandada por el «teniente Shevchenko» dentro del Batallón Mickiewicz-Palafox, de la XIII Brigada Internacional o Brigada Dabrowski, que cruzó los Pirineos tras la caída de Cataluña, y que participaron en la Resistencia contra el nazismo.
Según el historiador franco-búlgaro, Frank Mintz, incluso durante la Segunda Guerra Mundial, el impacto majnovista apareció, puesto que "grupos de guerrilleros ucranianos blandieron aún la bandera negra y lucharon a la vez en contra de los nazis y de los estalinistas" (p.303), uno de estos grupos partisanos fue organizado en 1943 en los alrededores de Kiev por el majnovista Óssip Tsébry. Cuando Stalin murió en 1953, hubo una gran insurrección en el Gulag en la que se vio una bandera negra con el nombre de "Majnó" escrito.

## Comandantes
- Néstor Majnó (Guliaipole; anarco-comunista)
- Simon Karétnik (Guliaipole; anarco-comunista)
- Alekséi Márchenko (Guliaipole; anarco-comunista [1907])
- Grigori Vasilevski (Guliaipole)
- Borís Veretélnikov (Guliaipole; SR, anarco-comunista [1918])
- Petró Gavrilenko (Guliaipole; anarco-comunista [1905])
- Vasyl Kurylenko (Novospásivka; anarquista)
- Victor Belash (Novospásivka; anarquista)
- Aleksandr Kaláshnikov (Guliaipole; anarquista)
- Mijalev-Pavlenko (anarquista)
- Fedir Schus (Dibrivka; anarquista)
- Iván Lepétchenko (Guliaipole; anarquista)
- Aleksandr Lepétchenko (Guliaipole; anarquista)
- Dmitri Ivánovich Popov (Moscú; izquierda SR)